# Suicidio en Venezuela
El suicidio en Venezuela es un fenómeno que se ha agravado como causa de la crisis nacional actual. La tasa de suicidios aumentó de 3,8 en 2015 a 9,3 suicidios por cada 100.000 habitantes en 2018. En 2014 los homicidios y los suicidios estaban en el quinto lugar dentro de las primeras cinco causas de muerte en Venezuela, para el de 2016 el suicidio se ubicaba de tercero detrás de las enfermedades cardíacas y el cáncer. Para 2023, Mérida era el estado con la mayor tasa de suicidio por habitantes por 22 años consecutivos.